# Фехтование на летних Олимпийских играх 2012
Соревнования по фехтованию на летних Олимпийских играх 2012 прошли с 28 июля по 5 августа. Разыгрывались 10 комплектов наград.
27-летний венесуэлец Рубен Лимардо, победив в соревнованиях шпажистов, принёс своей стране второе олимпийское золото во всех видах спорта в истории (первое было завоёвано в 1968 году в Мехико в боксе) и первую награду в фехтовании. Египтянин Алаэльдин Абуэлькассем в рапире и норвежец польского происхождения Бартош Пьясецки в шпаге принесли своим странам первые олимпийские награды в фехтовании за всю историю.

## Медали

### Общий зачёт
(Жирным выделено самое большое количество медалей в своей категории; принимающая страна также выделена)
| Общее количество медалей | Общее количество медалей | Общее количество медалей | Общее количество медалей | Общее количество медалей | Общее количество медалей |
| Место                    | Страна                   | Золото                   | Серебро                  | Бронза                   | Всего                    |
| ------------------------ | ------------------------ | ------------------------ | ------------------------ | ------------------------ | ------------------------ |
| 1                        | Италия                   | 3                        | 2                        | 2                        | 7                        |
| 2                        | Республика Корея         | 2                        | 1                        | 3                        | 6                        |
| 3                        | Китай                    | 2                        | 0                        | 1                        | 3                        |
| 4                        | Украина                  | 1                        | 0                        | 1                        | 2                        |
| 5                        | Венгрия                  | 1                        | 0                        | 0                        | 1                        |
| 5                        | Венесуэла                | 1                        | 0                        | 0                        | 1                        |
| 7                        | Россия                   | 0                        | 2                        | 1                        | 3                        |
| 8                        | Германия                 | 0                        | 1                        | 1                        | 2                        |
| 9                        | Норвегия                 | 0                        | 1                        | 0                        | 1                        |
| 9                        | Египет                   | 0                        | 1                        | 0                        | 1                        |
| 9                        | Румыния                  | 0                        | 1                        | 0                        | 1                        |
| 9                        | Япония                   | 0                        | 1                        | 0                        | 1                        |
| 13                       | США                      | 0                        | 0                        | 1                        | 1                        |

### Медалисты

#### Мужчины

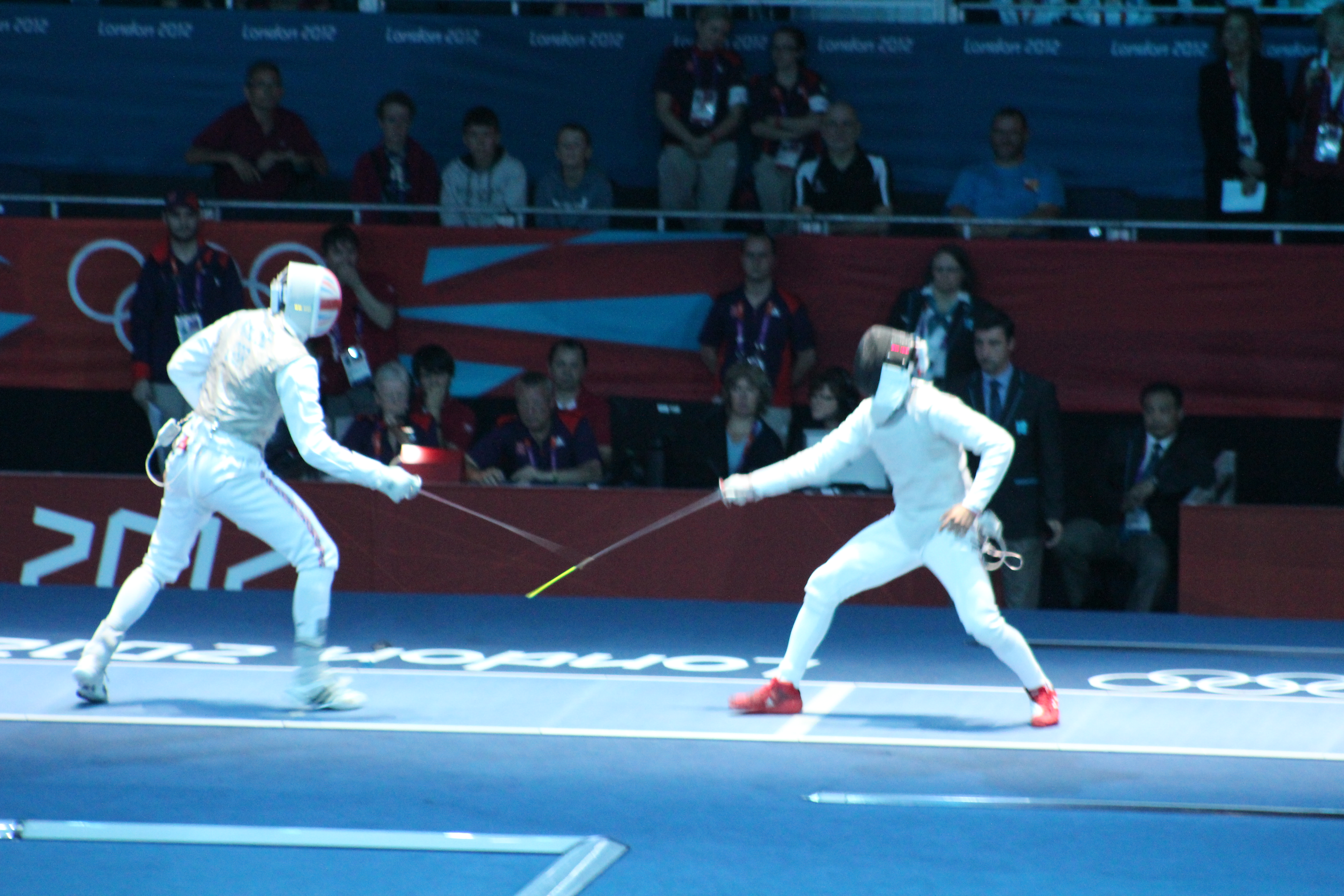
Один из моментов командного мужского турнира рапиристов

| Дисциплина       | Золото                                                                         | Серебро                                                                               | Бронза                                                                           |
| Шпага            | Рубен Лимардо Венесуэла                                                        | Бартош Пьясецкий Норвегия                                                             | Чон Джин Сон Республика Корея                                                    |
| Рапира           | Лэй Шэн Китай                                                                  | Аля-эд-дин Абу-ль-Касим Египет                                                        | Чхве Бён Чхоль Республика Корея                                                  |
| Командная рапира | Италия · Андреа Бальдини · Джорджо Авола · Андреа Кассара · Валерио Аспромонте | Япония · Рё Миякэ · Юки Ота · Кэнта Тида · Сугуру Авадзи                              | Германия · Петер Йоппих · Себастьян Бахман · Беньямин Клайбринк · Андре Вессельс |
| Сабля            | Арон Силадьи Венгрия                                                           | Диего Оккьюцци Италия                                                                 | Николай Ковалёв Россия                                                           |
| Командная сабля  | Республика Корея · Ким Джон Хван · Вон У Ён · Ку Бон Гиль · О Ын Сок           | Румыния · Рареш Думитреску · Тибериу Долничану · Флорин Заломир · Александру Сирицяну | Италия · Альдо Монтано · Диего Оккьюцци · Луиджи Самеле · Луиджи Тарантино       |

#### Женщины
| Дисциплина       | Золото                                                                               | Серебро                                                                               | Бронза                                                             |
| Шпага            | Яна Шемякина Украина                                                                 | Бритта Хайдеман Германия                                                              | Сунь Юйцзе Китай                                                   |
| Командная шпага  | Китай · Сунь Юйцзе · Сюй Аньци · Ли На · Ло Сяоцзюань                                | Республика Корея · Чхве Ин Джон · Син А Рам · Чон Хё Джон · Чхве Ын Сук               | США · Кортни Хёрли · Келли Хёрли · Майя Лоуренс · Сьюзи Скэнлон    |
| Рапира           | Элиза Ди Франчиска Италия                                                            | Арианна Эрриго Италия                                                                 | Валентина Веццали Италия                                           |
| Командная рапира | Италия · Элиза Ди Франчиска · Арианна Эрриго · Валентина Веццали · Илария Сальватори | Россия · Инна Дериглазова · Лариса Коробейникова · Аида Шанаева · Камилла Гафурзянова | Республика Корея · Нам Хён Хи · Чон Гиль Ок · Чон Хи Сук · О Ха На |
| Сабля            | Ким Джи Ён Республика Корея                                                          | Софья Великая Россия                                                                  | Ольга Харлан Украина                                               |

## Спортивные объекты
| ExCeL London                     |
| -------------------------------- |
| Вид снаружи                      |
| Вместимость: между 6000 и 10 000 |